# Fédération française de hockey sur glace
La fédération française de hockey sur glace (FFHG) est chargée d’organiser, de développer et de gérer le hockey sur glace en France. Elle est reconnue par le ministère français des Sports, par le Comité national olympique et sportif français (CNOSF) et par la Fédération internationale de hockey sur glace (IIHF).
Son siège est à  l'Aren'Ice, 33 Avenue de la Plaine des Sports, 95 000 Cergy, France.

## Histoire

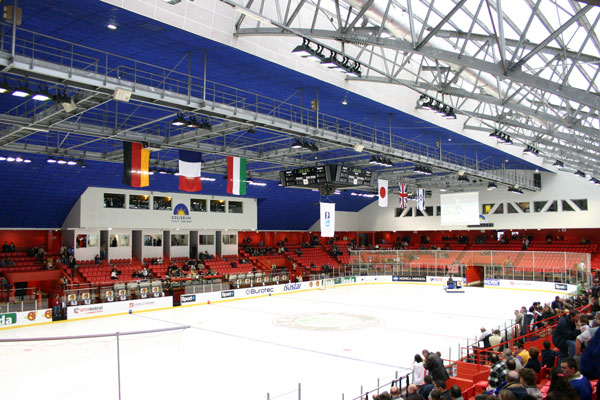
Championnat du monde Division 1 à Amiens.

La Fédération fut créée le 29 avril 2006, à Amiens, à l’occasion des Championnats du monde division I.
Avant cette date, le hockey sur glace dépendait de la Fédération française des sports de glace, gérant douze autres disciplines. Une fédération indépendante était réclamée depuis quelques années par le milieu du hockey français, estimant la FFSG comme insuffisamment rigoureuse dans sa gestion et peu intéressée par le développement du hockey. Les pressions de la fédération internationale (qui, par exemple, a retiré le droit de vote aux pays ne disposant pas d’une fédération indépendante) ont convaincu le ministère des sports de demander la séparation du hockey des autres disciplines de glace. Son premier président est Luc Tardif, qui est aussi un ancien hockeyeur. Après l'élection de ce dernier comme président de la fédération internationale, Pierre-Yves Gerbeau lui succède le 1er octobre 2021, en tant que président par intérim.

### Identité visuelle

Logo de la Fédération du 29 avril 2006 au 9 octobre 2015
Logo de la Fédération depuis le 9 octobre 2015

## Rôles

Depuis la saison 2010-11 ce logo est arboré sur les uniformes des arbitres.

La FFHG a la responsabilité des Équipes de France de hockey sur glace (jeunes et séniors, hommes et femmes). La coordination des équipes nationales est assurée par le directeur technique national (DTN).
De plus, elle est chargée de l’organisation des compétitions françaises : Ligue Magnus, division 1, division 2, division 3, féminines.